# 15. září
15. září je 258. den roku podle gregoriánského kalendáře (259. v přestupném roce). Do konce roku zbývá 107 dní.

## Události

### Česko
- 0921 – Svatá Ludmila je na příkaz své snachy Drahomíry uškrcena (podle legendy vlastním závojem) na Tetíně
- 1420 – Vyšehrad začaly obléhat oddíly pražských, orebských, žateckých, lounských a táborských husitů.
- 1655 – Ferdinand III. prohlásil Olomouc pevnostním městem.
- 1847 – V Praze poprvé osvětlilo ulice 200 plynových lamp, do té doby byly používány výhradně lampy olejové. Tento den je považován za vznik plynárenství v českých zemích.
- 1859 – Papež Pius IX. blahořečil Jana Sarkandra.
- 1907 – Eskamotér a mistr magie Dismas Šlambor alias Viktor Ponrepo otevřel v bývalé kavárně U Modré štiky v Karlově ulici v Praze "Divadlo živých fotografií" a tím se stal provozovatelem prvního stálého českého biografu v českých zemích.
- 1920 – Po včerejším odstoupení vlády Vlastimila Tusara jmenoval prezident republiky vládu úřednickou, vedenou Janem Černým.
- 1956 – Byla založena společnost Sazka v budově nakladatelství Olympia v Klimentské ulici v Praze.
- 1976 – na Mezinárodním strojírenském veletrhu v Brně, v tehdejším Pavilonu P výstaviště, se veřejnosti přestavil nový osobní automobil Škoda 105/120.
- 2002 – Začala vysílat televize Óčko.
- 2005 – V Praze začala soutěžní část Mistrovství světa v orbě za účasti týmů z 29 zemí.

### Svět
- 1621 – Riga byla dobyta švédskými oddíly.
- 1655 – Nové Švédsko se stalo součástí Nového Nizozemí.
- 1821 – Kostarika, Salvador, Guatemala, Honduras a Nikaragua společně vyhlásily nezávislost na Španělsku.
- 1916 – První světová válka: Angličané v boji poprvé v historii použili tanky, rakousko-uherské námořní letectvo jako první dosáhlo na moři potopení ponorky letadlem.
- 1920 – Polsko-sovětská válka: Začala bitva na řece Němen.
- 1935 – Německý Říšský sněm v Norimberku přijal dva ústavní zákony: zákon o říšském občanství a zákon na ochranu německé krve a německé cti.
- 1946 – Bulharské Národní shromáždění vyhlásilo Bulharskou lidovou republiku.
- 1950 – Korejská válka: Americké jednotky pod vedením generála Douglase MacArthura uskutečnily vylodění u jihokorejského přímořského města Inčchon.
- 1976 – Vítězstvím Kanady ve druhém finálovém utkání nad Československem vyvrcholil první ročník Kanadského poháru v ledním hokeji.
- 2000 – V Sydney byly zahájeny XXVII. Letní olympijské hry.
- 2008 – Krátce po půlnoci Lehman Brothers oznámilo žádost o ochranu před věřiteli.
- 2017 – Sonda Cassini po dvacetileté misi řízeně zanikla v atmosféře Saturnu.

## Narození

### Česko
- 1564 – Karel starší ze Žerotína, český (resp. moravský) šlechtic a politik († 9. října 1636)
- 1786 – František Antonín Gindl, rakouský a moravský církevní hodnostář, brněnský biskup († 24. října 1841)
- 1803 – Hugo Karel Eduard Salm-Reifferscheidt-Raitz, moravský politik, velkostatkář a průmyslník († 18. dubna 1888)
- 1811 – Jan Nepomuk Škroup, český hudební skladatel († 5. května 1892)
- 1862 – Václav Březina, malíř († 9. září 1906)
- 1867 – Petr Bezruč, spisovatel († 12. února 1958)
- 1868 – František Urban, český malíř († 9. března 1919)
- 1872 – Štěpán Doubek, hudební skladatel a pedagog († 7. prosince 1920)
- 1873 – Jozef Cholek, československý politik slovenské národnosti († 20. listopadu 1928)
- 1878 – František Sís, československý politik a novinář († 17. srpna 1938)
- 1897 – Miloš Lukáš, filolog, překladatel, uznávaný polyglot a esperantista († 26. dubna 1976)
- 1907 – Václav Peřina, malíř († 2. srpna 1979)
- 1913 – Ludvík Horký, kněz, administrátor brněnské diecéze († 5. ledna 2008)
- 1915 – Ivan Poldauf, jazykovědec († 9. srpna 1984)
- 1919 – Heda Margoliová-Kovályová, spisovatelka († 5. prosince 2010)
- 1921
  - Jan Frank Fischer, hudební skladatel a překladatel († 27. ledna 2006)
  - Oldřich Velen, herec († 4. května 2013)
- 1930
  - Petr Haničinec, herec († 7. listopadu 2007)
  - Magdaléna Beranová, česká archeoložka († 17. května 2016)
- 1941 – Jiří Kleňha, český citerista, hráč na kladívkovou citeru
- 1944 – Josef Vavroušek, ekolog, publicista a politik († 18. března 1995)
- 1949 – Pavla Břínková, česká zpěvačka a muzikálová a operetní herečka
- 1954 – Verner Lička, fotbalista
- 1957 – Jiří Zlatuška, rektor Masarykovy univerzit, politik
- 1959 – Oldřich Tichý, výtvarník
- 1964 - Igor Stříž, státní zástupce
- 1969 – Vlastimil Vojtěch Protivínský, římskokatolický kněz
- 1990 – Tereza Skoumalová, modelka, Česká Miss World 2014

### Svět

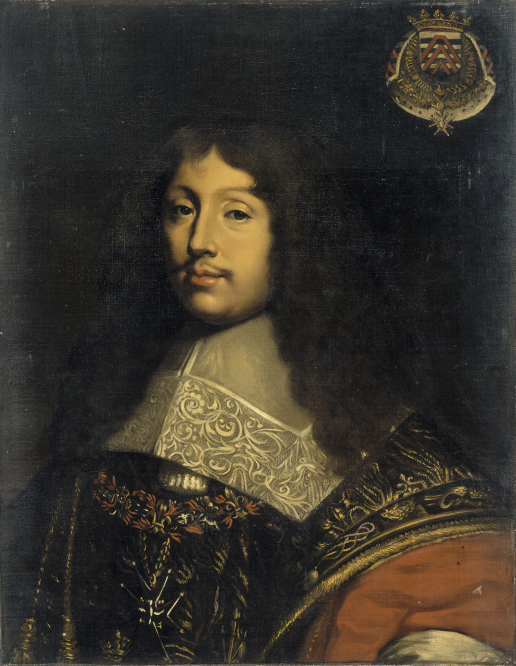
François de La Rochefoucauld (* 1613)

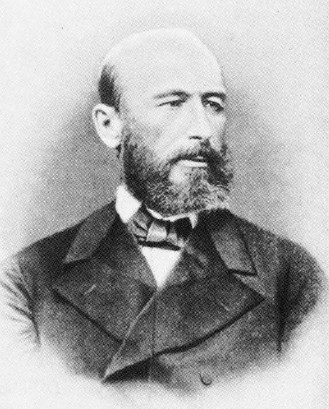
Alexandr Butlerov (* 1828)

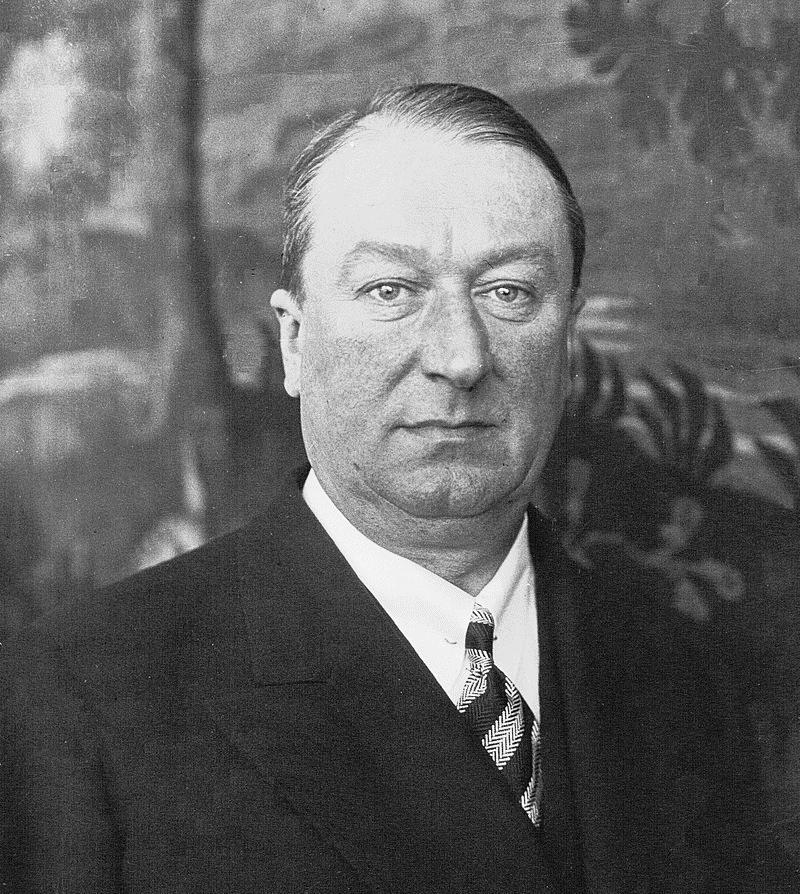
Ettore Bugatti (* 1881)

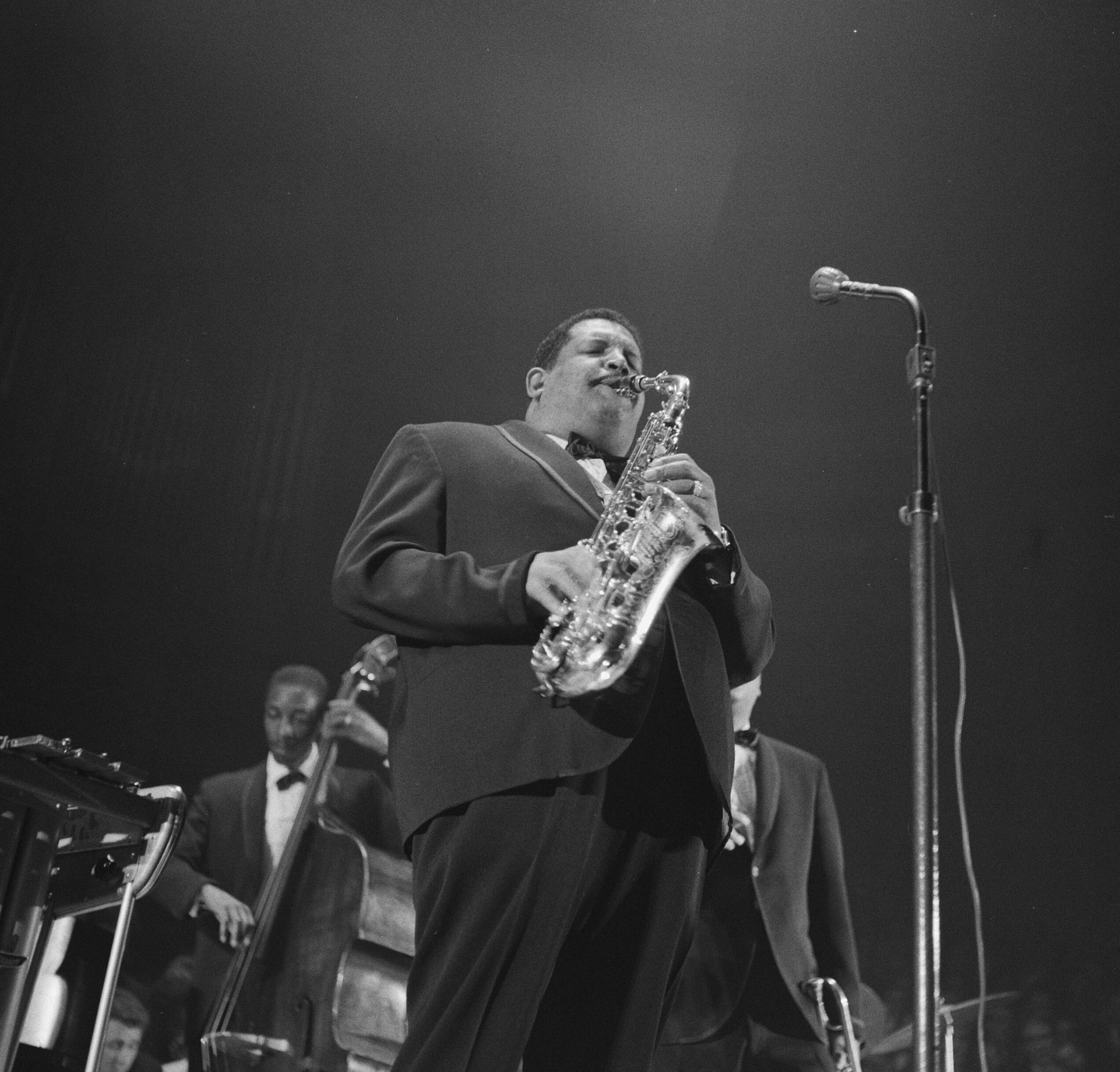
Cannonball Adderley (* 1928)

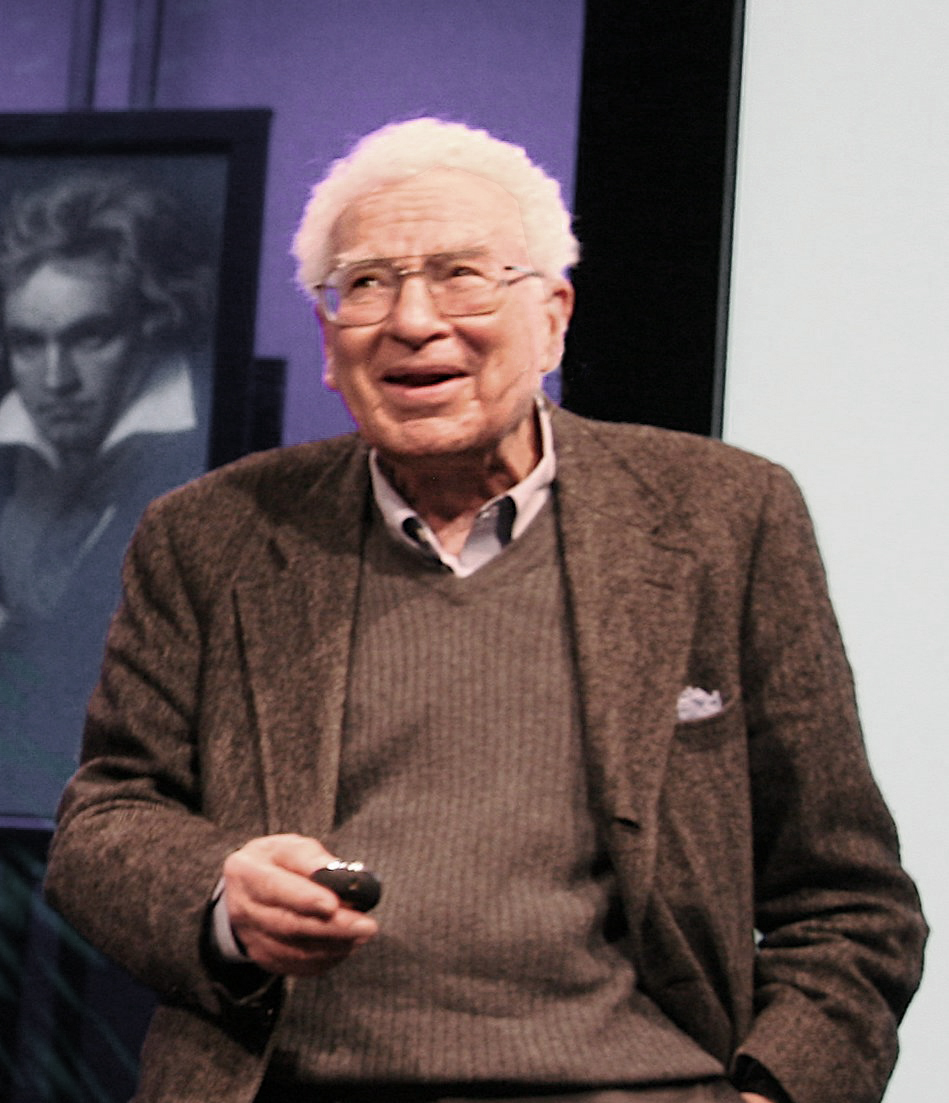
Murray Gell-Mann (* 1929)

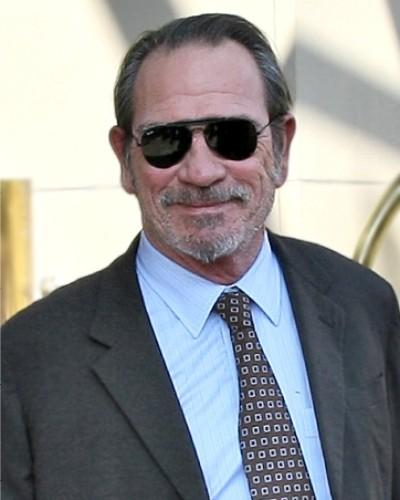
Tommy Lee Jones (* 1946)

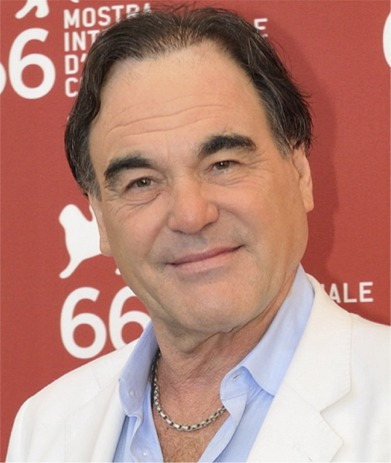
Oliver Stone (* 1946)

- 1231 – Ludvík I. Bavorský, vévoda bavorský a falckrabí rýnský (* 23. prosince 1173)
- 1254 – Marco Polo, italský cestovatel († 8. ledna 1324)
- 1326 – Jolanda z Dampierre, hraběnka a regentka hrabství Bar († 12. prosince 1395)
- 1607 – Karel Španělský, španělský infant († 30. července 1632)
- 1613 – François de La Rochefoucauld, francouzský spisovatel († 17. března 1680)
- 1666 – Žofie Dorotea z Celle, brunšvicko-lüneburská princezna, manželka britského krále Jiřího I. († 13. listopadu 1726)
- 1690 – Ignazio Prota, italský hudební skladatel († leden 1748)
- 1736 – Jean Sylvain Bailly, francouzský astronom a politik († 1793)
- 1757 – Karl Philipp Moritz, německý spisovatel, editor a esejista († 26. června 1793)
- 1784 – Cipriano Palafox y Portocarrero, hrabě z Montija a otec poslední francouzské císařovny Evženie († 1839)
- 1789 – James Fenimore Cooper, americký spisovatel († 1851)
- 1800 – Pavel Fridrich Meklenbursko-Zvěřínský, meklenbursko-zvěřínský velkovévoda († 7. března 1842)
- 1805 – Charles Didier, švýcarský básník a spisovatel († 7. března 1864)
- 1814 – Ferdinand von Arnim, německý architekt a malíř († 23. března 1866)
- 1828 – Alexandr Michajlovič Butlerov, ruský chemik († 1886)
- 1830 – Porfirio Díaz, mexický prezident († 2. července 1915)
- 1851 – Adolf von Liebenberg, rakouský zemědělský odborník († 6. května 1920)
- 1856 – Ferdinand Maria Heinrich von Buquoy, ministr zemědělství Předlitavska († 27. září 1909)
- 1857 – William Howard Taft, 27. prezident USA († 1930)
- 1858 – Karel de Foucauld, francouzský kněz a mučedník († 1. prosince 1916)
- 1865 – Hendrik Bulthuis, nizozemský spisovatel, esperantista († 27. dubna 1945)
- 1872 – Eduard Pichl, rakouský horolezec († 15. března 1955)
- 1874 – Alceste De Ambris, italský politik, odborář a novinář († 9. prosince 1934)
- 1878 – Wilhelm Adam, německý generál wehrmachtu za druhé světové války († 8. dubna 1949)
- 1881 – Ettore Bugatti, automobilový konstruktér († 21. srpna 1947)
- 1882 – Otto Eduard Weddigen, ponorkový velitel císařského Německa († 18. března 1915)
- 1885 – Heinrich Hanselmann, švýcarský defektolog († 29. února 1960)
- 1888 – Antonio Ascari, italský automobilový závodník († 26. července 1925)
- 1890
  - Frank Martin, švýcarský hudební skladatel († 21. listopadu 1974)
  - Agatha Christie, anglická spisovatelka († 12. ledna 1976)
- 1891 – Hans Kohn, americký historik, filosof, teoretik nacionalismu († 16. března 1971)
- 1894 – Jean Renoir, francouzský režisér, scenárista, producent, herec a spisovatel († 12. února 1979)
- 1896 – Alexej Innokenťjevič Antonov, sovětský generál († 18. června 1962)
- 1897 – Kurt Daluege, říšský protektor v Čechách a na Moravě († 23. října 1946)
- 1902 – Charles Samuels, americký novinář, spisovatel († 27. dubna 1982)
- 1903 – Roy Acuff, americký country zpěvák († 23. listopadu 1992)
- 1904 – Umberto II., italský král († 18. března 1983)
- 1905 – Patrick O’Callaghan, irský dvojnásobný olympijský vítěz v hodu kladivem († 1. prosince 1991)
- 1906 – Irving Jaffee, americký rychlobruslař, olympijský vítěz († 20. března 1981)
- 1908 – Miško Kranjec, slovinský spisovatel, novinář a politik († 8. června 1983)
- 1911 – Anton Rašla, slovenský prokurátor a politik († 17. května 2007)
- 1914
  - Aharon Kacir, izraelský chemik († 30. května 1972)
  - Creighton Abrams, americký generál, který velel ve vietnamské válce († 4. září 1974)
  - Jens Otto Krag, premiér Dánska († 22. června 1978)
  - Adolfo Bioy Casares, argentinský spisovatel († 8. března 1999)
- 1915 – Al Casey, americký kytarista († 11. září 2005)
- 1916 – Antonio Branca, švýcarský pilot formule 1 († 1985)
- 1917 – David Flusser, izraelský historik († 15. září 2000)
- 1919 – Fausto Coppi, italský závodník v silniční cyklistice († 2. ledna 1960)
- 1920 – Michiel Daniel Overbeek, jihoafrický astronom († 19. července 2001)
- 1921
  - Ivan Bukovčan, slovenský dramatik a filmový scenárista († 25. května 1975)
  - Moše Šamir, izraelský spisovatel, publicista a politik († 21. srpna 2004)
- 1922 – Bob Anderson, anglický šermíř a filmový choreograf bojových scén († 1. ledna 2012)
- 1924 – György Lázár, předseda rady ministrů Maďarska († 2. října 2014)
- 1928
  - Cannonball Adderley, americký jazzový saxofonista († 8. srpna 1975)
  - Jozef Kuchár, slovenský herec a operní pěvec († 23. ledna 2009)
- 1929
  - Halina Birenbaum, polská spisovatelka
  - Murray Gell-Mann americký fyzik, nositel Nobelovy ceny za fyziku 1969 († 24. května 2019)
  - Grigorij Fedotovič Krivošejev, ruský historik († 29. dubna 2019)
- 1930 – Halszka Osmólska, polská paleontoložka († 31. března 2008)
- 1931 – Jac Holzman, zakladatel vydavatelství Elektra Records
- 1932 – Neil Bartlett, americký chemik († 5. srpna 2008)
- 1934 – Friedrich Waidacher, rakouský muzeolog, jazzový bubeník, pozounista a skladatel
- 1936 – Jurij Koch, lužickosrbský spisovatel
- 1937
  - Giuseppe Puglisi, italský kněz, blahoslavený zavražděný odpůrce mafie († 15. září 1994)
  - Robert Lucas mladší, americký ekonom, nositel Nobelovy ceny za ekonomii 1995 († 15. května 2023)
  - Fernando de la Rúa, argentinský politik, právník, pedagog a prezident († 9. července 2019)
- 1941
  - Flórián Albert, maďarský fotbalista († 31. října 2011)
  - Mirosław Hermaszewski, první polský kosmonaut
  - Viktor Zubkov, ruský předseda vlády a ekonom
- 1942
  - Wen Ťia-pao, předseda vlády Čínské lidové republiky
  - Lee Dorman, americký baskytarista, člen skupin Iron Butterfly a Captain Beyond († 21. prosince 2012)
- 1943 – Ivan Bortel, československý horolezec († 18. května 1970)
- 1944 – Mauro Piacenza, italský kardinál
- 1945 – Mukrín bin Abd al-Azíz, saúdskoarabský korunní princ
- 1946
  - Tommy Lee Jones, americký herec
  - Oliver Stone, americký filmový režisér
- 1947 – Mark Hučko, slovenský jazykovědec
- 1949 – Billy Bryans, americký hudebník a hudební producent († 23. dubna 2012)
- 1951 – Johan Neeskens, nizozemský fotbalista († 6. října 2024)
- 1954
  - Nava Semel, izraelská spisovatelka, dramatička a překladatelka
  - Hrant Dink, turecký novinář a redaktor arménského původu († 19. ledna 2007)
- 1956
  - Maggie Reilly, britská zpěvačka
  - Ned Rothenberg, americký hudebník a hudební skladatel
- 1957 – Paweł Pawlikowski, britský režisér a scenárista polského původu
- 1959 – Andreas Eschbach, německý spisovatel
- 1964 – Robert Fico, slovenský politik a premiér
- 1965 – Thomas Stangassinger, rakouský alpský lyžař
- 1967 – Huw Bunford, velšský kytarista
- 1978 – Kew Jaliens, nizozemský fotbalista
- 1984 – Harry, vévoda ze Sussexu, britský princ
- 1990 – Peter Michalík, slovenský šachista
- 1993
  - Cyril Baille, francouzský ragbista,
  - Dennis Schröder, německý basketbalista

## Úmrtí

### Česko

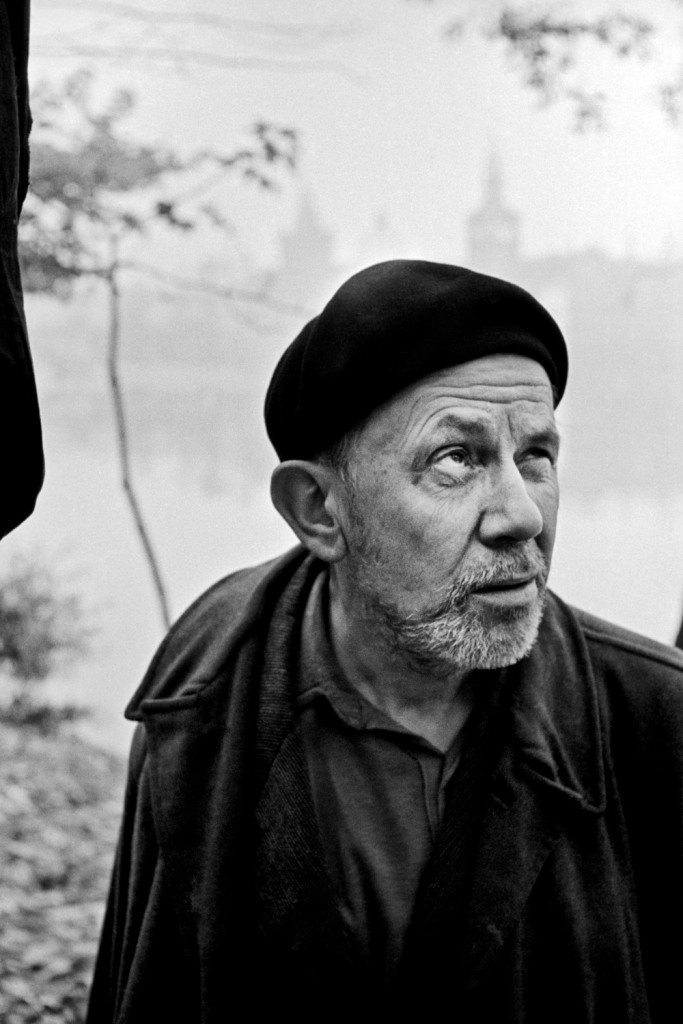
Josef Sudek († 1976)

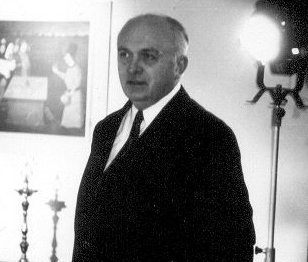
Otakar Vávra († 2011)

- 0921 – sv. Ludmila, česká kněžna (* okolo 860)
- 1140 – Adléta Arpádovna, česká kněžna jako manželka Soběslava I. (* 1105–1107)
- 1582 – Jindřich Dvorský z Helfenburka, rektor Univerzity Karlovy (* 2. března 1505)
- 1851 – František Labler, regenschori a hudební skladatel (* 11. listopadu 1805)
- 1859 – Václav Kliment Klicpera, spisovatel a dramatik (* 23. listopadu 1792)
- 1888 – Jan Adolf II. ze Schwarzenbergu, rakouský šlechtic činný v Čechách (* 28. května 1799)
- 1897 – Josef Symerský, děkan olomoucké teologické fakulty (* 9. ledna 1831)
- 1901 – Josef Frankovský, český herec (* 13. května 1840)
- 1922 – Matěj Norbert Vaněček, matematik a pedagog (* 30. ledna 1859)
- 1946 – František Heřmánek, český spisovatel, básník a rozhlasový pracovník (* 2. srpna 1901)
- 1950 – Vojtěch Říhovský, fotbalista (* 7. března 1906)
- 1958 – František Lydie Gahura, český architekt a sochař (* 10. října 1891)
- 1967 – Jan Harus, československý politik, ministr (* 12. července 1892)
- 1976 – Josef Sudek, český fotograf (* 17. března 1896)
- 1980 – Václav Chytil, ekonom a politik pronásledovaný komunisty (* 3. listopadu 1907)
- 1986 – Jaroslav Burgr, fotbalista (* 7. března 1906)
- 1988 – Oswald Demuth, český matematik (* 12. září 1936)
- 1994 – Anna Cydrichová, česká spisovatelka (* 19. července 1903)
- 1999 – Zdeněk Jánoš, fotbalový brankář (* 11. května 1967)
- 2003 – Josef Hiršal, básník a překladatel (* 24. července 1920)
- 2010 – Hugo Demartini, sochař (* 11. července 1931)
- 2011
  - Otakar Vávra, filmový režisér, scenárista a pedagog (* 28. února 1911)
  - Josef Vajce, český akademický sochař (* 19. září 1937)
- 2018 – Bohumil Kulínský, dirigent a sbormistr (* 5. května 1959)
- 2021 – Milena Černá, lékařka, předsedkyně české pobočky Evropské sítě proti chudobě (* 24. dubna 1942)

### Svět

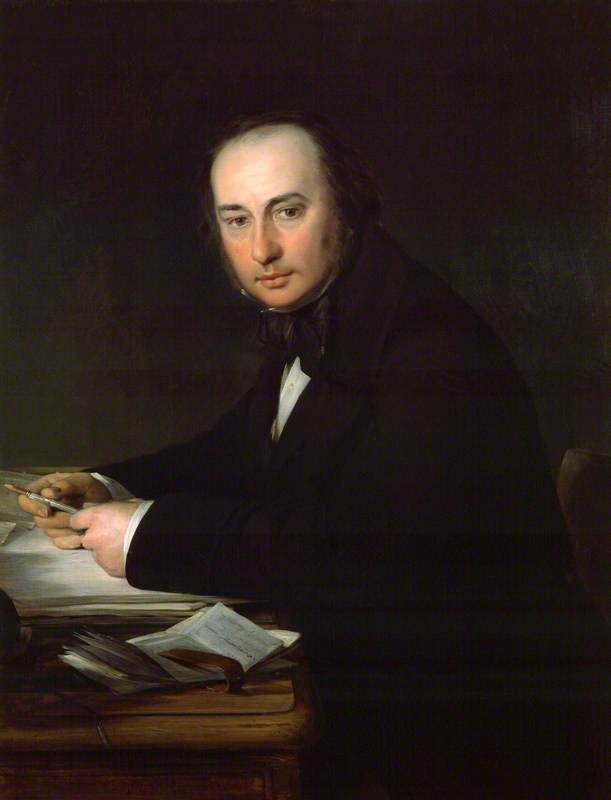
Isambard Kingdom Brunel († 1859

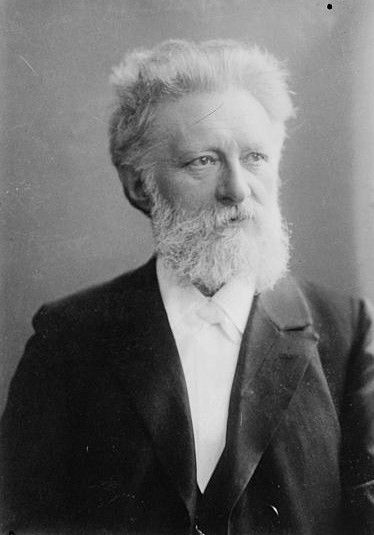
Rudolf Christoph Eucken († 1926

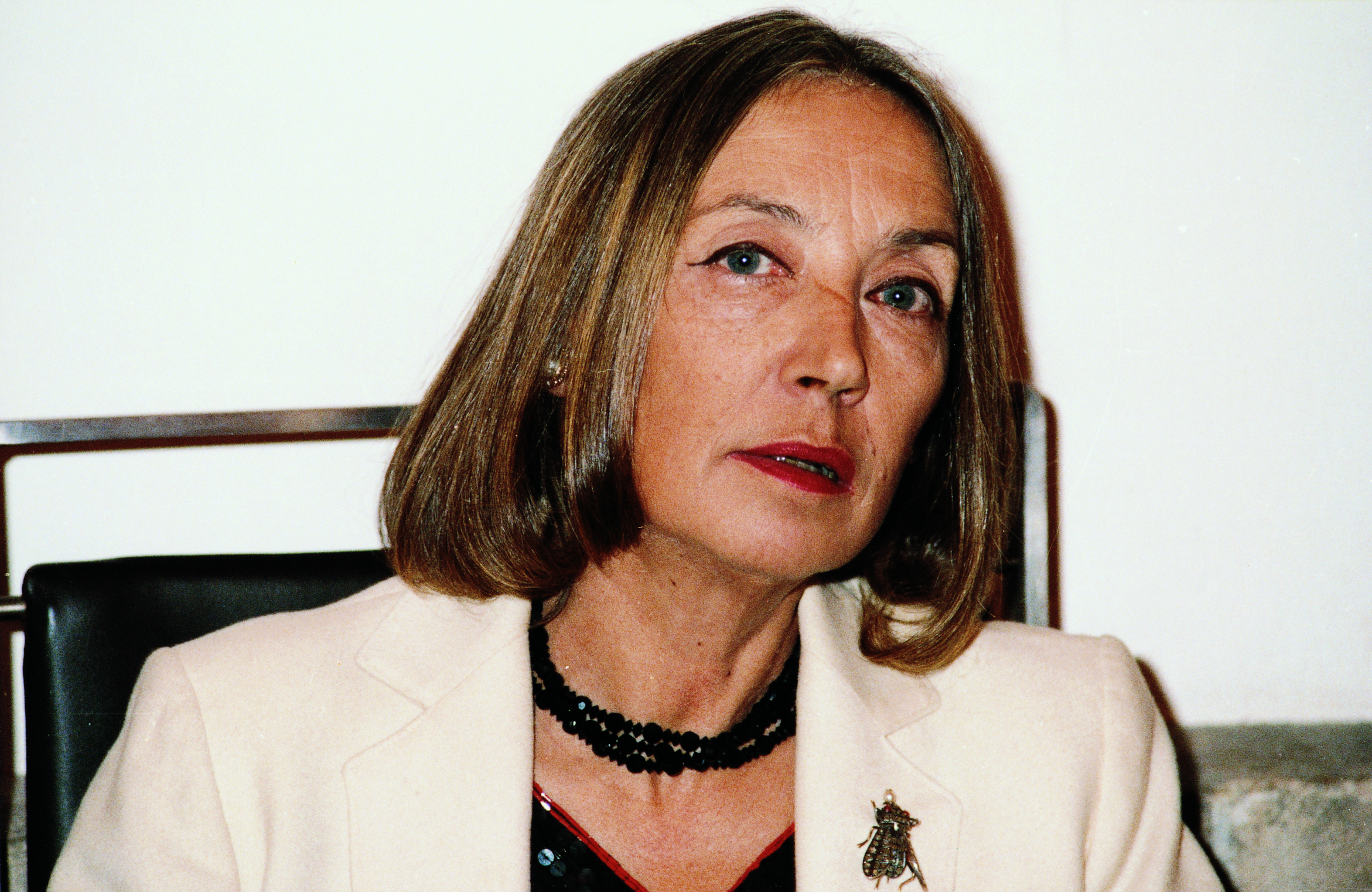
Oriana Fallaci († 2006)

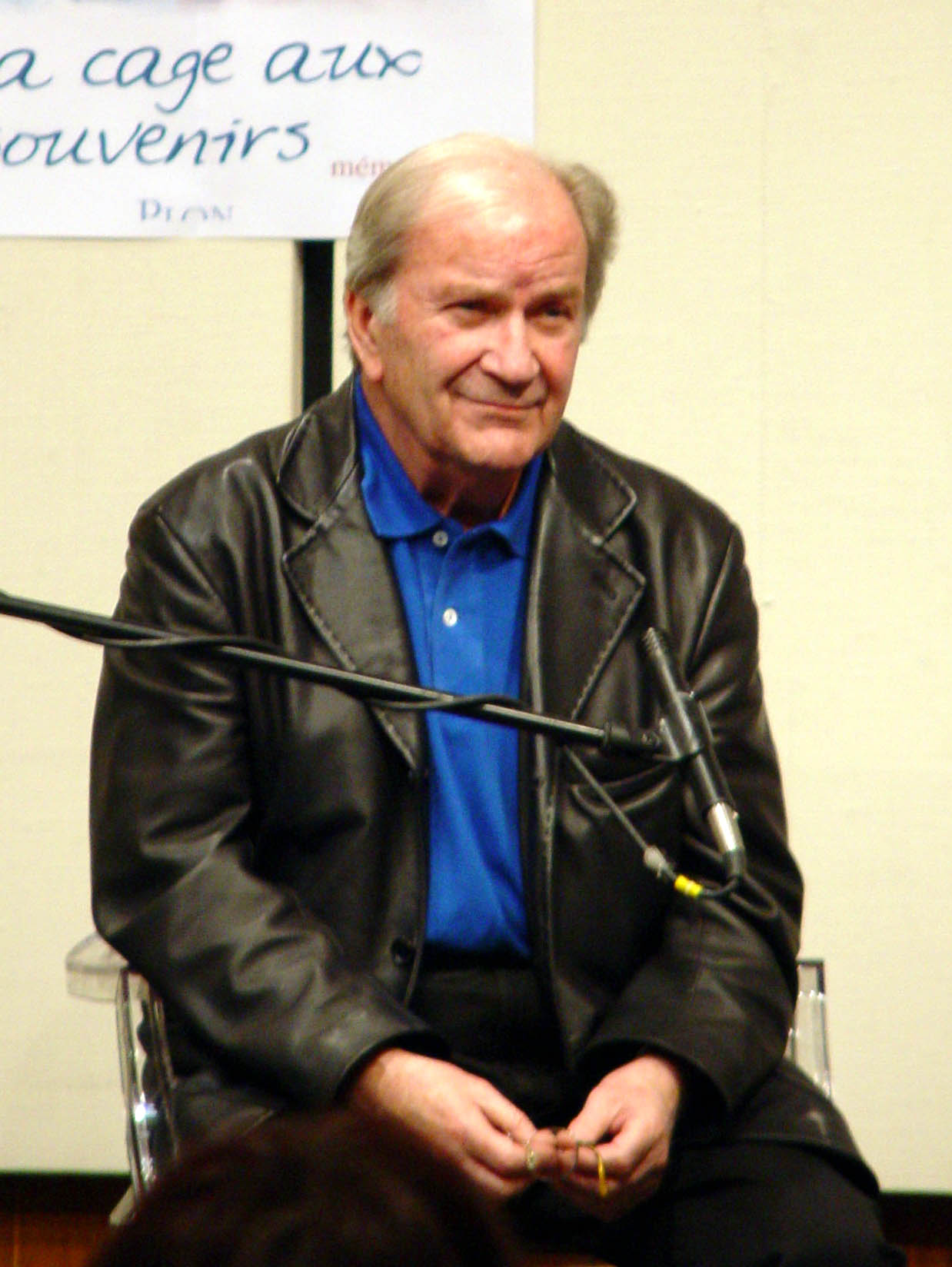
Pierre Mondy († 2012)

- 0668 – Konstans II., byzantský císař (* 630)
- 1243 – Hedvika Slezská, slezská kněžna, katolická světice (* 1174)
- 1559 – Isabela Jagellonská, manželka uherského vzdorokrále Jana Zápolského (* 18. ledna 1519)
- 1681 – Luisa Marie Anna Bourbonská, nemanželská dcera francouzského krále Ludvíka XIV. (* 18. listopadu 1674)
- 1700 – André Le Nôtre, francouzský zahradní architekt (* 12. března 1613)
- 1712 – Sidney Godolphin, anglický státník a hrabě (* 15. června 1645)
- 1748 – Dorotea Žofie Falcko-Neuburská, německá šlechtična (* 5. července 1670)
- 1785 – Luigi Valadier, italský zlatník a klenotník (* 26. února 1726)
- 1858 – Markéta Saská, manželka arcivévody Karla Ludvíka (* 24. května 1840)
- 1859 – Isambard Kingdom Brunel, britský konstruktér (* 9. dubna 1806)
- 1875 – Guillaume Duchenne de Boulogne, francouzský neurolog a fotograf (* 17. září 1806)
- 1905 – Willgodt Theophil Odhner, švédský inženýr a vynálezce (* 10. srpna 1845)
- 1913 – Ármin Vámbéry, uherský orientalista, jazykovědec a cestovatel (* 19. března 1832)
- 1914 – Koos de la Rey, búrský generál (* 22. října 1847)
- 1915 – Benedetto Lorenzelli, italský filosof, právník, diplomat a teolog (* 11. května 1853)
- 1921 – Roman Fjodorovič Ungern von Sternberg, ruský vojenský důstojník baltskoněmeckého původu zvaný Šílený Baron (* 29. prosince 1885)
- 1926 – Rudolf Christoph Eucken, německý filozof (* 1846)
- 1929 – Fehime Sultan, osmanská princezna a dcera sultána Murada V. (* 2. srpna 1875)
- 1931 – Seniha Sultan, osmanská princezna a dcera sultána Abdulmecida I. (* 22. listopadu 1852)
- 1933 – Chafec Chajim, polský rabín a etik (* 6. února 1838)
- 1936 – Svetozar Pribićević, srbský politik (* 26. října 1875)
- 1938
  - Franz Wacik, rakouský malíř (* 9. září 1883)
  - Thomas Wolfe, americký spisovatel (* 3. října 1900)
- 1941 – Jurij Steklov, sovětský historik a novinář (* 15. srpna 1873)
- 1945 – Anton Webern, rakouský skladatel a dirigent (* 3. prosince 1883)
- 1947 – Frederick Russell Burnham, americký spisovatel (* 11. května 1861)
- 1951 – Jacinto Guerrero, španělský hudební skladatel (* 16. srpna 1895)
- 1953 – Erich Mendelsohn, architekt německého původu (* 21. března 1887)
- 1954 – Arthur Wieferich, německý matematik (* 27. dubna 1884)
- 1960 – Héctor Castro, uruguayský fotbalista (* 29. listopadu 1904)
- 1966 – Reinhold Platz, německý letecký konstruktér (* 16. ledna 1886)
- 1971 – John Desmond Bernal, irsko-britský fyzik, sociolog vědy, profesor a komunistický aktivista (* 1901)
- 1973 – Gustav VI. Adolf, král švédský (* 11. listopadu 1882)
- 1975 – Pavel Suchoj, běloruský a sovětský letecký konstruktér (* 22. července 1895)
- 1978 – Wilhelm Emil Messerschmitt, německý podnikatel a letecký konstruktér (* 26. června 1898)
- 1980 – Bill Evans, americký jazzový pianista (* 16. srpna 1929)
- 1982 – Pasang Dawa Lama, nepálský horolezec (* 1912)
- 1985
  - Josip Rus, slovinský právník a politik (* 16. března 1893)
  - Cootie Williams, americký trumpetista (* 10. července 1911)
- 1991
  - John Hoyt, americký filmový, divadelní a televizní herec (* 5. října 1905)
  - Charles E. Osgood, americký psycholog (* 20. listopadu 1916)
- 1994 – Giuseppe Puglisi, italský kněz, odpůrce mafie, zavražděn, blahoslavený (* 15. září 1937)
- 1995 – Gunnar Nordahl, švédský fotbalista (* 19. října 1921)
- 1997 – Hubert Petschnigg, rakouský architekt (* 31. října 1913)
- 2000 – David Flusser, izraelský historik (* 15. září 1917)
- 2004 – Johnny Ramone, americký kytarista punkové kapely The Ramones (* 1948)
- 2006 – Oriana Fallaci, italská novinářka, spisovatelka (* 1929)
- 2007 – Colin McRae, závodník automobilové rallye (* 5. srpna 1968)
- 2008 – Richard Wright, britský hudebník, zakládající člen skupiny Pink Floyd (* 28. července 1945)
- 2012
  - James Crawford, americký rhythm and bluesový pianista a zpěvák (* 12. října 1934)
  - Pierre Mondy, francouzský herec (* 10. února 1925)
- 2017 – Harry Dean Stanton, americký herec (* 14. července 1926)
- 2023 – Fernando Botero, kolumbijský malíř (* 19. dubna 1932)
- 2024 – Tito Jackson, americký zpěvák, textař a kytarista (* 15. října 1953)

## Svátky
Církev
- Panna Maria Bolestná

### Česko
- Jolana
- Melisa, Melita
- Roland

### Svět
- OSN – Mezinárodní den demokracie[1]
- Slovinsko – Připojení Přímoří k matičnímu státu

## Pranostiky

### Česko
- Od Panny Marie Sedmibolestné teplota rychleji poklesne.

Od Marie Sedmibolestné teplota rychle poklesne.